# Banjo-Kazooie: Nuts & Bolts
Banjo-Kazooie: Nuts & Bolts är ett spel som släpptes 2008 till Xbox 360. Det var det första spelet i serien som släpptes på en konsol som inte var gjord av Nintendo. Spelet presenterades för första gången i september 2006 på X06 Media Briefing. Handlingen i spelet utspelar sig åtta år efter den i Banjo-Tooie.

## Handling
Under de åtta år som har gått har Banjo och Kazooie blivit överviktiga av att äta pizza, lyssna på radion och spela TV-spel. Just då återvänder Gruntildas huvud till Spiral Mountain och Banjo och Kazooie hade precis tänkt att ge sig in i ett strid mot henne då en karaktär vid namn Lord of Games (eller L.O.G) dyker upp. Han vill lösa meningsskiljaktigheterna mellan de två parterna och bestämmer sig därför för att skapa utmaningar åt dem. Han återställer Gruntildas kropp och Banjo och Kazooies fysiska former. Det blir nu en tävling mellan de båda parterna, då den som vinner tävlingen blir ensam ägare till Spiral Mountain. Spelet går mycket ut på att bygga fordon och göra uppdrag med hjälp av olika fordon och få pusselbitar som ska föras till Jiggybank i Showdown Town.